# فرانز فاغنر (لاعب كرة سلة)
فرانز فاغنر (بالإنجليزية: Franz Wagner)‏ هو لاعب كرة سلة ألماني يلعب في مركز لاعب هجوم صغير الجسم في نادي أورلاندو ماجيك.

## روابط خارجية
- فرانز فاغنر (لاعب كرة سلة) على موقع الاتحاد الدولي لكرة السلة (الإنجليزية)
- فرانز فاغنر (لاعب كرة سلة) على موقع الدوري الأوروبي لكرة السلة (الإنجليزية)
- فرانز فاغنر (لاعب كرة سلة) على موقع إن بي أي (الإنجليزية)
- فرانز فاغنر (لاعب كرة سلة) على موقع سبورتس رفرنس (الإنجليزية)
- فرانز فاغنر (لاعب كرة سلة) على موقع كرة السلة الأوروبية.كوم (الإنجليزية)
- فرانز فاغنر (لاعب كرة سلة) على موقع إي إس بي إن.كوم (الإنجليزية)
- فرانز فاغنر (لاعب كرة سلة) على موقع كلية كرة السلة في سبورتس رفرنس.كوم (الإنجليزية)
- فرانز فاغنر (لاعب كرة سلة) على موقع ريلجم (الإنجليزية)
- فرانز فاغنر (لاعب كرة سلة) على موقع بروبوليرز (الإنجليزية)
- فرانز فاغنر (لاعب كرة سلة) على موقع سبورتس رفرنس (الإنجليزية)